# Brownsdale
Brownsdale es un lugar designado por el censo ubicado en el condado de Santa Rosa en el estado estadounidense de Florida. En el Censo de 2010 tenía una población de 471 habitantes y una densidad poblacional de 20,45 personas por km².

## Geografía
Brownsdale se encuentra ubicado en las coordenadas 30°53′39″N 87°12′54″O / 30.89417, -87.21500. Según la Oficina del Censo de los Estados Unidos, Brownsdale tiene una superficie total de 23.03 km², de la cual 22.53 km² corresponden a tierra firme y (2.16%) 0.5 km² es agua.

## Demografía
Según el censo de 2010, había 471 personas residiendo en Brownsdale. La densidad de población era de 20,45 hab./km². De los 471 habitantes, Brownsdale estaba compuesto por el 97.03% blancos, el 0.21% eran afroamericanos, el 1.49% eran amerindios, el 0% eran asiáticos, el 0% eran isleños del Pacífico, el 0.21% eran de otras razas y el 1.06% pertenecían a dos o más razas. Del total de la población el 1.91% eran hispanos o latinos de cualquier raza.